# Chandler Reach
De Chandler Reach is een zeegat en rak in de Canadese provincie Newfoundland en Labrador. Het sluit aan op de Bonavista Bay, een grote baai aan de oostkust van het eiland Newfoundland.

## Geografie
De Chandler Reach is zo'n 18 km lang en gemiddeld zo'n 3 km breed. Het is in essentie een naar het westzuidwesten gaande zijarm van de Bonavista Bay die uiteindelijk in twee delen opsplitst: enerzijds de Clode Sound (in zuidwestelijke richting) en anderzijds de Goose Bay (in zuidelijke richting). In het noorden heeft het zeegat nog een derde zijarm, namelijk de Lions Den.
De Chandler Reach en Clode Sound vormen, met een gezamenlijke lengte van zo'n 50 km, de langste zijarm van de Bonavista Bay en tegelijk de zuidgrens van het Nationaal Park Terra Nova. Het zeegat geeft uit in de open wateren van de enorme Bonavista Bay tussen enerzijds de Long Islands en anderzijds de uitham Chance Head. In het begingedeelte van de Chandler Reach ligt Deer Island.
Zowel de oevers van de Clode Sound als die van de Goose Bay tellen verschillende kustdorpjes, waaronder Port Blandford en Lethbridge. Aangezien het zeegat dat boten van daaruit toegang geeft tot de open zee een erg recht vaarwater is, is het als reach (rak) of channel (natuurlijk kanaal) bestempeld.
Aan de oevers van de Chandler Reach zelf is daarentegen geen enkel dorp gelegen. Aan twee kleine inhammen (namelijk de Pudding Cove en de Warrick's Cove), evenals aan de Deer Island Tickle stonden decennialang echter tientallen enkel per boot bereikbare vakantiehuizen. Deze werden echter vrijwel allen vernietigd door de Chance Harbour Wildfire in juli 2025.